# Marek Mintál
Marek Mintál, född  2 september 1977 i Žilina, är en slovakisk före detta fotbollsspelare. Mellan 2002 och med 2009 spelade han i Slovakiens fotbollslandslag. 

## Klubbkarriär
Mintál började sin proffs-karriär 1996 i slovakiska MŠK Žilina. 

## Internationell karriär
Mintál debuterade i landslaget 2002. I maj 2009 meddelade han att han lägger av med omedelbar verkan, efter 45 matcher och 14 mål.

## Meriter

### Titlar
MŠK Žilina
- Slovakisk mästare: 2002, 2003
- Slovakiska cupen: 2003
- Slovakiska supercupen: 2003

 1. FC Nürnberg
- Tyska cupen: 2007

### Utmärkelser
- Årets slovakiska fotbollsspelare: 2004, 2005
- Skyttekung:
  - 2002 i Slovakiska högstadivisionen
  - 2003 i Slovakiska högstadivisionen
  - 2004 i 2. Bundesliga
  - 2005 i Bundesliga, vilket gav honom tredje plats på europeiska Guldskolistan
  - 2009 i 2. Bundesliga

### Webbkällor
- Profil på FC Nürnbergs webbplats
- Profil på FootballDatabase.com